# Agostino Della Sala Spada
Agostino Della Sala Spada (Calliano, 1º maggio 1842 – Moncalvo, 18 settembre 1913) è stato uno scrittore e giornalista italiano.
Scrisse diversi romanzi tra cui Mondo antico, che presenta notevoli analogie col successivo e celeberrimo Quo vadis? di Henryk Sienkiewicz. Della Sala Spada accusò lo scrittore polacco di plagio letterario, ma non poté rivalersi a causa delle norme elastiche del tempo sul diritto d'autore.

## Biografia
Nacque a Calliano nell'astigiano il 1º maggio 1842.
Dopo avere svolto studi a Calliano con il latinista Contardo Vecchi, nel collegio dei padri somaschi di Casale e poi in quello di Asti, iniziò a studiare giurisprudenza presso l'Università di Torino per laurearsi infine a Genova con l'economista Gerolamo Boccardo. Fatto ritorno a Torino, vi fece il giornalista e il bibliotecario della corte d'appello. Si stabilì poi a Moncalvo esercitando la libera professione di avvocato, a cui unì un'intensa attività sociale e politica nel Monferrato. Nel 1880 acquistò in regione San Bernardino una villa con terreno poi venduta alla famiglia dei conti Grillo: la villa divenne così “Il Greppo” immortalato nel romanzo "Il diavolo sulle colline” di Cesare Pavese. In questo periodo fondò due periodici satirici e polemici, Staffetta e La Formula nuova, e collaborò dal 1871 con il giornale Il Monferrato, sia come giornalista sia come difensore in tribunale.
Scrisse nel 1872-1873 il romanzo autobiografico La vita, in cui rievocava la Torino studentesca e scapigliata degli anni precedenti il 1860; l'opera divenne popolare in Piemonte, tanto che fu utilizzata come ispirazione per farse e commedie, anche dialettali. Scrisse due commedie satiriche in piemontese, Le elession d'Rocatajà e Pastiss elettorai, che ebbero successo e furono rappresentate in tutta la Regione, e si interessò anche del folclore locale, scrivendo il libro I proverbi monferrini (1901) e tenendo conferenze sul tema. Il suo romanzo utopico-avveniristico Nel 2073! Sogni d'uno stravagante (1874) è considerato una delle opere ottocentesche precorritrici della fantascienza italiana.
Le sue opere più note e impegnative sono due romanzi storici, Mondo antico (1877-78) e Tu quoque? (1905), ispirandosi alle letture classiche (Tacito, Svetonio e Dione Cassio). Il primo divenne in seguito noto grazie a una polemica innescatasi all'uscita del romanzo Quo vadis? di Henryk Sienkiewicz, tradotto in Italia nel 1899, che presentava varie somiglianze con l'opera di Della Sala Spada. Sienkiewicz grazie al romanzo vinse il Premio Nobel per la letteratura nel 1905, preferito a candidati più accreditati quali Lev Tolstoj e Algernon Swinburne (che non lo vinsero mai), Rudyard Kipling, Selma Lagerlöf e Giosuè Carducci (vincitori degli anni successivi).
Questa e altre vicende di appropriazioni letterarie furono rievocate nel romanzo autobiografico Nella tribolazione (pubblicato postumo nel 1914).
Morì a Moncalvo il 18 settembre 1913.

## Opere
- Una notte al camposanto di Torino: carme, Torino, 1865
- La vita, 1873
- Nel 2073! Sogni d'uno stravagante, Moncalvo, 1874
- La torre di Viarigi: versi, Casale, 1885
- I collimonferrini: versi, Casale, 1885
- L'ammonito: romanzo sociale, Casale, 1886
- L'organista di Pontedolce, Torino 1896
- I proverbi monferrini, Torino, 1901
- Mondo antico, Casale, 1877-78
- Tu quoque?, Torino, 1905
- Il filo di un romanzo, Milano, 1908
- Nella tribolazione, Torino, 1914

Commedie teatrali
- Le elession d'Rocatajà (in piemontese)
- Pastiss elettorai (in piemontese)